# Thierachern
Thierachern est une commune suisse du canton de Berne, située dans l'arrondissement administratif de Thoune.

## Monuments et curiosités
- L'église réformée Saint-Martin est un édifice baroque à une nef construit en 1707 par l'architecte Abraham Dünz, fils d'Abraham Dünz l’Aîné. A l'intérieur, peintures murales provenant d'un bâtiment gothique du 15e s[3],[4].